# Mohamed Farsi
Mohamed Farsi, né le 16 décembre 1999 à Montréal au Québec, est un footballeur international algérien qui joue au poste d'arrière droit au Crew de Columbus. Il possède également la nationalité canadienne.

## Biographie

### Jeunesse et formation
Mohamed Farsi est né à Montréal de parents algériens originaires d'Oran,. Son père est un ancien gardien de but. 
Il commence à jouer au soccer à l’âge de deux ans, qu’il pratique en parallèle des arts martiaux, remportant deux titres en taekwondo,. Puis, il signe sa première licence à l'âge de sept ans au CS Boucaniers,. Lors de la sixième année du primaire, il fait un essai non concluant à l'académie de l'Impact de Montréal. Il rejoint ensuite l'AS Notre-Dame-de-Grâce,, puis le CS Panellinios. Il combine le futsal avec le soccer,,. 
Il a également joué pour le Sporting Outlaws de Montréal. Il remporte le championnat du Canada de futsal en 2017,,,. Cette même année, il remporte le championnat collégial du Réseau du sport étudiant du Québec avec les Aigles du Collège Ahuntsic,. Il est également nommé dans l'équipe d’étoiles collégiales du RSEQ,.

### Parcours en club

#### Débuts semi-professionnels et passage compliqué en Algérie (2018-2020)
Il joue pendant deux saisons dans la Première ligue de soccer du Québec — circuit semi-professionnel québécois — au CS Longueuil (en), puis à l'AS Blainville,,. Il dispute son premier match en PLSQ le 12 mai 2018 face au Dynamo de Québec. Au total, il dispute 22 matchs en Première ligue de soccer du Québec,.
En août 2019, il signe son premier contrat professionnel — d'une durée de deux saisons — avec l'AS Aïn M'lila, qui évolue première division algérienne,. Il évolue principalement avec l'équipe réserve. N'ayant participé à aucun match officiel, il résilie son contrat en janvier 2020,,.

#### Retour au Canada (2020-2021)
Le 15 avril 2020, il rejoint le Cavalry FC en Première ligue canadienne, après avoir impressionné lors d'un essai de deux semaines,. Les détails du contrat n'ont pas été dévoilés par les Cavs. Il devient seulement le cinquième joueur de la Première ligue de soccer du Québec à rejoindre la PLCan.
Le 13 août 2020, il dispute sa première rencontre en Première ligue canadienne — en entrant en cours de jeu — contre le Forge FC. Trois jours plus tard, il est titularisé pour la première fois sous ses nouvelles couleurs contre le Valour FC. Il inscrit son premier but en Première ligue canadienne face au Pacific FC le 9 septembre. Il signe un nouveau contrat avec les Cavs le 13 novembre. Au terme de cette saison très réussie, il est élu meilleur jeune joueur de l'année,,. Son but inscrit contre le Pacific FC est élu le plus beau but de l'année par les fans. Le 25 novembre 2021, il quitte les Cavs après avoir refusé une prolongation de contrat,. Il espère rejoindre un club qui évolue en Europe ou en Major League Soccer,.

#### Court passage en MLS Next Pro (2022)
Le 18 mars 2022, alors libre de tout contrat, il signe un contrat avec la réserve du Crew de Columbus, qui évolue en MLS Next Pro,. Il fait partie des joueurs surveillés par le staff technique de l'équipe première. Le 26 mars, il dispute sa première rencontre en tant que titulaire en MLS Next Pro, face à la réserve de l'Inter Miami,. Par la suite, il délivre deux passes décisives, le 15 avril, face à la réserve d'Orlando City, permettant à son équipe de remporter le match.
Le 18 septembre 2022, lors d'une victoire neuf à zéro contre la réserve du FC Cincinnati, où il inscrit deux buts et délivre trois passes décisives. Il inscrit deux buts et réalise dix passes décisives au cours de la saison régulière de la MLS Next Pro. Puis, il est nommé dans l'équipe-type de la saison.

#### Confirmation au Crew de Columbus (depuis 2022)
Le 18 juin 2022, il signe un contrat à court terme avec l'équipe première, pour prendre part à une rencontre de Major League Soccer, contre Charlotte FC. Au cours de cette même journée, il prend part à son premier match en Major League Soccer en entrant à la fin de la seconde mi-temps, contre Charlotte FC,,. Il devient le deuxième joueur du Crew 2 à faire ses débuts en Major League Soccer. Il signe un nouveau contrat à court terme pour le match face au Real Salt Lake. 
Après deux apparitions en tant que remplaçant avec l'équipe première, il signe un contrat jusqu'en 2023 — avec deux saisons en option — avec le Crew de Columbus le 22 juillet 2022,,. Il devient le deuxième joueur du Crew 2 à signer un contrat avec l'équipe première — après Jacen Russell-Rowe,. Le 1er octobre, il délivre sa première passe décisive en Major League Soccer en faveur de son coéquipier Derrick Etienne, face aux Red Bulls de New York.
Il inscrit son premier but avec le Black & Gold en U.S. Open Cup le 26 avril 2023 contre l'Eleven d'Indy,. Il est titulaire lors de la finale de la coupe de la Major League Soccer remportée contre le Los Angeles FC le 9 décembre,,. Le 21 février 2024, il prolonge son contrat avec Columbus jusqu'en 2027 et l’entente est également assortie d’une option pour 2028,.
Il inscrit son premier but en Major League Soccer le 9 mars 2024 face au Fire de Chicago,,. En coupe des champions, Columbus se hisse jusqu'en finale, où Farsi est titulaire, mais s'incline face au CF Pachuca, le 1er juin. Il a déclaré à la fin de la rencontre, qu'il a eu des douleurs à l'estomac avant le coup d'envoi et pendant le match. Le 14 juin, il inscrit son deuxième but de la saison contre New York City FC. Puis, il inscrit son troisième but en championnat face à Toronto FC le 6 juillet.
Il est titulaire lors de la finale de la Leagues Cup remportée contre le Los Angeles FC le 25 août. Un mois plus tard, il participe également à la finale de la Campeones Cup, perdue face au Club América.

### Parcours en sélection
Possédant à la fois la nationalité algérienne et canadienne, Mohamed Farsi est éligible pour la sélection canadienne mais aussi pour l'Algérie, pays dont il possède des origines,. En sélection de jeune il commence à jouer avec le Canada, mais représente finalement plus tard l'Algérie,.

#### Premiers pas avec le Canada
Le 25 janvier 2020, il est convoqué pour la première fois en équipe du Canada de futsal par le sélectionneur Kyt Selaidopoulos (en) pour participer à deux matchs amicaux, face au Costa Rica (en). Le 31 janvier, il honore sa première sélection contre le Costa Rica,. Au cours de ce match, il inscrit le but de la victoire et est élu homme du match. Le Canada gagne pour la première fois de son histoire le Costa Rica,. Il est également élu joueur canadien de futsal de l'année par Canada Soccer le 30 novembre,. Ce sont les deux seules sélections de Farsi.
Le 23 février 2021, son nom figure sur une liste provisoire de cinquante joueurs canadiens appelés à participer au tournoi pré-olympique de la CONCACAF, mais Mauro Biello ne l'inclut pas dans sa liste finale de vingt joueurs,,. Le 19 mars, il est appelé en renfort pour remplacer Kris Twardek, forfait,. Le 19 mars, il fait ses débuts avec les moins de 23 ans, face au Salvador (en) lors du premier match du tournoi. Lors de ce tournoi organisé au Mexique, il dispute deux rencontres et les jeunes Canadiens sont éliminés en demi-finale par le pays hôte,,.
Convoqué en juin 2023 avec le Canada, il décline la convocation du sélectionneur John Herdman pour participer à la Gold Cup 2023,. Il a refusé la sélection canadienne, parce qu'il ne voulais pas se mettre une barrière éventuelle par rapport à l'équipe d'Algérie. Il préfère attendre,.

#### Choix de l'Algérie comme sélection nationale
En mars 2024, il annonce que l'Algérie est son choix numéro un, c’est son choix de cœur qu'il voudrait représenter,. Puis, le 14 août la Radio Canada International annonce qu'il a fait son changement d'association nationale (le « One Time Switch »).
Le 29 août 2024, il est convoqué pour la première fois en équipe d'Algérie par le sélectionneur Vladimir Petković pour participer à deux matchs des éliminatoires de la CAN 2025, contre la Guinée équatoriale puis face au Liberia,,. Le 10 septembre, il honore sa première sélection en étant titulaire contre le Liberia. Au cours de cet rencontre, il délivre sa première passe décisive en sélection, pour Amine Gouiri. Il est auteur d'une belle prestation,. Le match se solde par une victoire 0-3 des Algériens,.

## Statistiques

### En club
| Saison                | Club                  | Championnat           | Championnat | Championnat | Championnat | Coupe(s) nationale(s) | Coupe(s) nationale(s) | Coupe(s) nationale(s) | Compétition(s) continentale(s) | Compétition(s) continentale(s) | Compétition(s) continentale(s) | Compétition(s) continentale(s) | Séries | Séries | Séries | Total | Total | Total |
| Saison                | Club                  | Division              | M.          | B.          | P.d.        | M.                    | B.                    | P.d.                  | Comp.                          | M.                             | B.                             | P.d.                           | M.     | B.     | P.d.   | M.    | B.    | P.d.  |
| 2018                  | CS Longueuil          | PLSQ                  | 13          | 0           | -           | -                     | -                     | -                     | -                              | -                              | -                              | -                              | -      | -      | -      | 13    | 0     | 0     |
| 2019                  | AS Blainville         | PLSQ                  | 9           | 0           | -           | 2                     | 0                     | 0                     | -                              | -                              | -                              | -                              | -      | -      | -      | 11    | 0     | 0     |
| 2019-2020             | AS Aïn M'lila         | Ligue 1               | 0           | 0           | 0           | -                     | -                     | -                     | -                              | -                              | -                              | -                              | -      | -      | -      | 0     | 0     | 0     |
| 2020                  | Cavalry FC            | PLCan                 | 10          | 1           | 1           | -                     | -                     | -                     | -                              | -                              | -                              | -                              | -      | -      | -      | 10    | 1     | 1     |
| 2021                  | Cavalry FC            | PLCan                 | 25          | 1           | 2           | 2                     | 0                     | 1                     | -                              | -                              | -                              | -                              | 1      | 0      | 0      | 28    | 1     | 3     |
| Sous-total            | Sous-total            | Sous-total            | 35          | 2           | 3           | 2                     | 0                     | 1                     | -                              | -                              | -                              | -                              | 1      | 0      | 0      | 38    | 2     | 4     |
| 2022                  | Crew 2 de Columbus    | MLSNP                 | 18          | 2           | 10          | -                     | -                     | -                     | -                              | -                              | -                              | -                              | 2      | 0      | 0      | 20    | 2     | 10    |
| 2022                  | Crew de Columbus      | MLS                   | 7           | 0           | 1           | -                     | -                     | -                     | -                              | -                              | -                              | -                              | -      | -      | -      | 7     | 0     | 1     |
| 2023                  | Crew de Columbus      | MLS                   | 31          | 0           | 4           | 3                     | 1                     | 0                     | LC                             | 3                              | 0                              | 0                              | 5      | 0      | 0      | 42    | 1     | 4     |
| 2024                  | Crew de Columbus      | MLS                   | 27          | 4           | 2           | -                     | -                     | -                     | CCC+LC+CC                      | 5+5+1                          | 0                              | 1+2+0                          | 2      | 0      | 0      | 40    | 4     | 5     |
| 2025                  | Crew de Columbus      | MLS                   | 18          | 1           | 3           | -                     | -                     | -                     | CCC+LC                         | 2                              | 0                              | 0                              | -      | -      | -      | 20    | 1     | 3     |
| Sous-total            | Sous-total            | Sous-total            | 83          | 5           | 10          | 3                     | 1                     | 0                     | -                              | 16                             | 0                              | 3                              | 7      | 0      | 0      | 109   | 6     | 13    |
| Total sur la carrière | Total sur la carrière | Total sur la carrière | 158         | 9           | 23          | 7                     | 1                     | 1                     | -                              | 16                             | 0                              | 3                              | 10     | 0      | 0      | 191   | 10    | 27    |

### En sélection nationale
| Saison                | Sélection             | Phases finales        | Phases finales | Phases finales | Phases finales | Éliminatoires CDM | Éliminatoires CDM | Éliminatoires CDM | Éliminatoires CAN | Éliminatoires CAN | Éliminatoires CAN | Matchs amicaux | Matchs amicaux | Matchs amicaux | Total | Total | Total |
| Saison                | Sélection             | Compétition           | M              | B              | Pd             | M                 | B                 | Pd                | M                 | B                 | Pd                | M              | B              | Pd             | M     | B     | Pd    |
| --------------------- | --------------------- | --------------------- | -------------- | -------------- | -------------- | ----------------- | ----------------- | ----------------- | ----------------- | ----------------- | ----------------- | -------------- | -------------- | -------------- | ----- | ----- | ----- |
| 2024-2025             | Algérie               | -                     | -              | -              | -              | -                 | -                 | -                 | 4                 | 0                 | 2                 | 1              | 0              | 0              | 5     | 0     | 2     |
| Total sur la carrière | Total sur la carrière | Total sur la carrière | -              | -              | -              | -                 | -                 | -                 | 4                 | 0                 | 2                 | 1              | 0              | 0              | 5     | 0     | 2     |

### Matchs internationaux
Le tableau suivant liste les rencontres de l'équipe d'Algérie dans lesquelles Mohamed Farsi a été sélectionné depuis le 10 septembre 2024 jusqu'à présent :

## Palmarès

### En club
Avec le Sporting Outlaws de Montréal, il remporte le championnat du Canada de futsal en 2017. Il est vainqueur de la Coupe de la Major League Soccer en 2023 avec le Crew de Columbus en battant le Los Angeles FC en finale. L'année suivante, ils sont finalistes pour la première fois de la Coupe des champions, mais ils s'inclinent finalement 3-0 en finale contre le CF Pachuca. Il gagne ensuite la Leagues Cup face au Los Angeles FC. Il est également finaliste de la Campeones Cup 2024.
| Columbus Crew 2 (1)                    | Columbus Crew (2) |
| -------------------------------------- | --- |
| - MLS Next Pro (1) : - Champion : 2022 | - MLS (1) : - Champion : 2023 - Leagues Cup (1) : - Vainqueur : 2024 - CONCACAF Champions Cup : - Finaliste : 2024 - Campeones Cup : - Finaliste : 2024 |

### Distinctions personnelles
- Élu joueur canadien de futsal de l'année par Canada Soccer en 2020[13]
- Élu meilleur jeune joueur de Première ligue canadienne en 2020[31]
- Inscrit le plus beau but de l'année en Première ligue canadienne en 2020[34]
- Nommé dans l'équipe-type de MLS Next Pro en 2022[45]